# Bundespräsident (Österreich)
Der Bundespräsident der Republik Österreich ist gemäß Art. 60 Abs. 5 Bundes-Verfassungsgesetz das auf sechs Jahre gewählte Staatsoberhaupt der Republik Österreich.
Der Bundespräsident kann für die unmittelbar folgende Funktionsperiode nur einmal wiedergewählt werden und in Summe zwölf Jahre ununterbrochen im Amt sein. Trotz Unklarheit des Gesetzes ist herrschende Lehre, dass nach einer solchen 12-jährigen Amtsdauer (mit je zwei 6-jährigen Funktionsperioden) dieselbe Person eine wieder maximal 12-jährige Amtsdauer nur bekleiden darf, wenn dazwischen zumindest eine (volle, das heißt 6-jährige) Funktionsperiode liegt.
Er ist – neben den Bundesministern, den Staatssekretären und den Mitgliedern der Landesregierungen – ein oberstes Organ der Vollziehung nach Art. 19 Abs 1 B-VG. Zu den Kernkompetenzen des Bundespräsidenten gehören die Ernennung des Bundeskanzlers und, auf dessen Vorschlag, der weiteren Mitglieder der Bundesregierung sowie die Möglichkeit, auf Ansuchen der Regierung den Nationalrat aufzulösen. Die Stellung des Bundespräsidenten und seine Kompetenzen definieren Österreich als sogenannte parlamentarische Semipräsidialrepublik.
Im Protokoll der Republik Österreich steht der Bundespräsident demgemäß vor dem Nationalratspräsidenten und dem Bundeskanzler an erster Stelle. Das Staatsoberhaupt hat seine Amtsräume seit 1947 im Leopoldinischen Trakt der Hofburg in Wien; vorher befanden sie sich im Bundeskanzleramt, das dem Leopoldinischen Trakt am Ballhausplatz gegenüberliegt.
Das Amt des Bundespräsidenten wurde durch die Bundesverfassung vom 1. Oktober 1920 geschaffen. Nach der Verfassungsrechtsnovelle im Jahr 1929 sollte der Bundespräsident unmittelbar vom Volk gewählt werden. Dennoch wurde die Wiederwahl des seit 1928 amtierenden Bundespräsidenten Wilhelm Miklas 1931 von der Bundesversammlung vorgenommen. Miklas blieb dann im diktatorischen Ständestaat bis zu seinem Rücktritt im Jahr 1938 im Amt. Nach den Bestimmungen des von der provisorischen Staatsregierung beschlossenen zweiten Verfassungs-Überleitungsgesetzes wurde auch Karl Renner am 20. Dezember 1945 durch die Bundesversammlung gewählt. Erst 1951 übernahm Theodor Körner als erster vom Volk gewählter Bundespräsident die Amtsgeschäfte.
Amtsinhaber ist seit 26. Jänner 2017 Alexander Van der Bellen.

## Historische Entwicklung

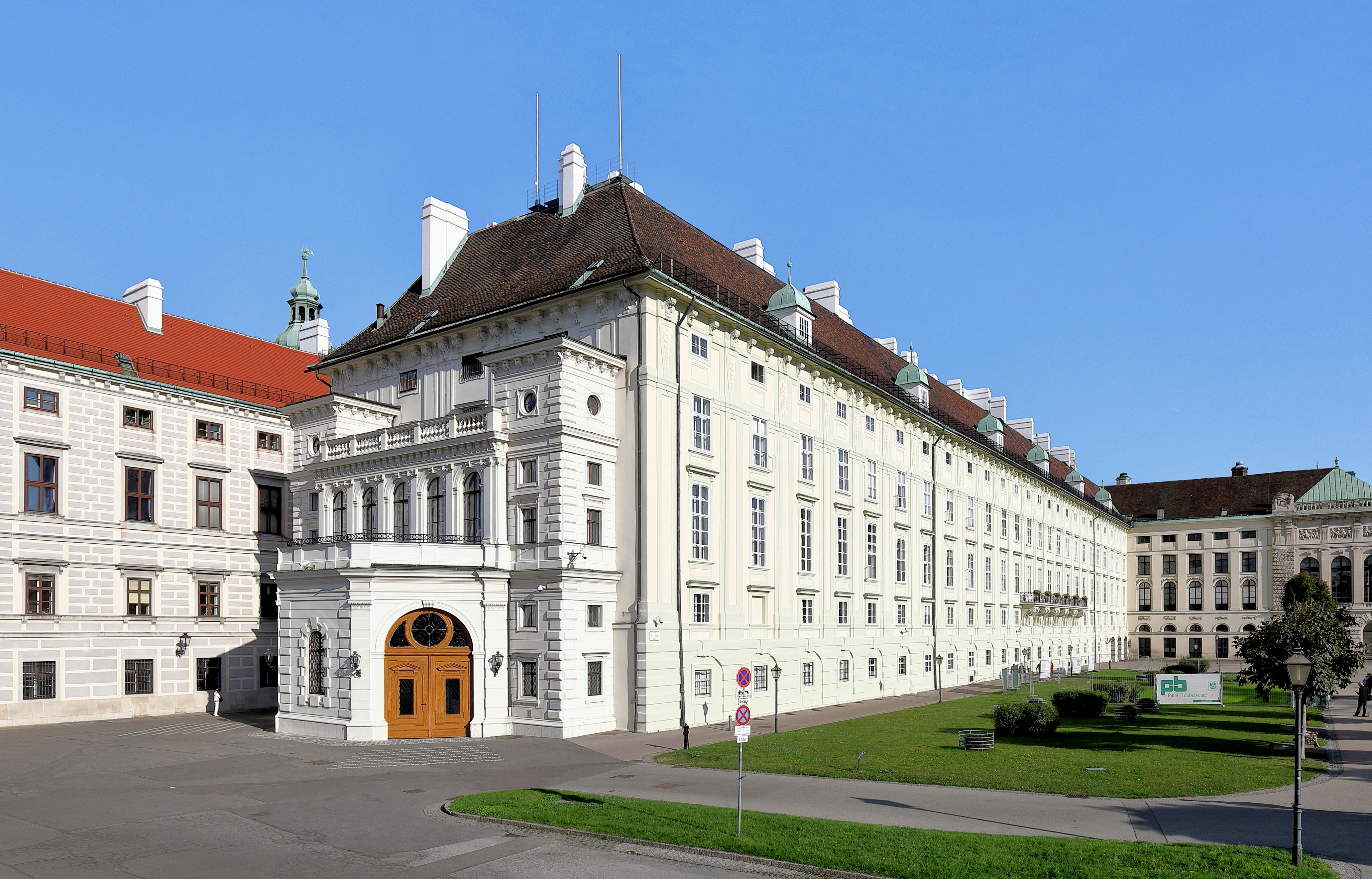
Präsidentschaftskanzlei im Leopoldinischen Trakt der Hofburg

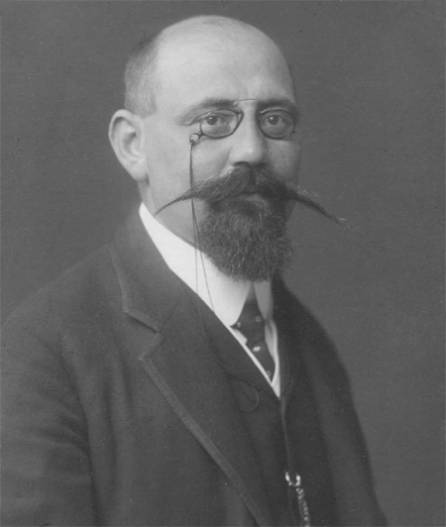
Der erste Bundespräsident der zweiten Republik, Karl Renner

In den Beratungen zum Bundes-Verfassungsgesetz (B-VG) ab 1919 hatten vor allem die Christlichsozialen auf einem gesonderten Staatsoberhaupt bestanden. Bis März 1919 hatten die drei Präsidenten der Provisorischen Nationalversammlung diese Funktionen wahrgenommen, in der Folge Karl Seitz, (Erster) Präsident der Nationalversammlung, als Einzelperson. Die Sozialdemokratie hingegen präferierte eine Variante, in der der Nationalratspräsident die Aufgaben des Staatsoberhauptes wahrnehmen sollte, da sie keinen „Ersatzkaiser“ schaffen wollte. Als Kompromiss wurde 1920 der Bundespräsident zwar als separates Staatsorgan geschaffen, seine Kompetenzen waren jedoch nur sehr schwach ausgeprägt. Der Bundespräsident wurde von der Bundesversammlung gewählt.
Mit der Verfassungsnovelle 1929 wurde die Position des Bundespräsidenten unter dem Druck autoritärer Kräfte beträchtlich aufgewertet. Zwar wurde ein von autoritärer Seite gefordertes präsidentielles Regierungssystem nicht eingeführt, wohl aber als Kompromiss die Volkswahl des Bundespräsidenten sowie die Ernennung des Bundeskanzlers und auf dessen Vorschlag der Bundesminister durch den Bundespräsidenten. Außerdem wurde der Bundespräsident berechtigt, den Nationalrat aufzulösen (Art. 29 B-VG). Bestehen blieb jedoch die Bindung an Vorschlag und Gegenzeichnung.
Da bei der Gründung der Zweiten Republik, 1945, die Verfassung in der Fassung von 1929 wiedereingesetzt wurde, hat der Bundespräsident bis heute eine potentiell starke Machtposition. Seine Rechtsstellung und Aufgaben sind im Prinzip bedeutender als diejenigen des Bundespräsidenten in Deutschland. In der Praxis übten sich die Bundespräsidenten der Zweiten Republik aber in Zurückhaltung und konzentrierten sich auf Einfluss hinter den Kulissen und ihre repräsentativen Aufgaben; dies wird auch als „Rollenverzicht“ bezeichnet. Autorität fließt ihnen unter diesen Umständen hauptsächlich kraft ihrer Persönlichkeit zu.

## Rechtsakte des Bundespräsidenten

### Grundsätzliches
Rechtsakte des Bundespräsidenten werden als Entschließungen bezeichnet. Sie bedürfen meist der Gegenzeichnung. Während bei der Ernennung und Angelobung einer neuen Regierung sogenannte Bestallungsurkunden ausgestellt werden, bedarf die Entlassung der Regierung keiner schriftlichen Form, sondern muss den Betroffenen lediglich zur Kenntnis gebracht werden. Sie können somit auch gegen ihren Willen entlassen werden.

### Bindung an Vorschlag und Gegenzeichnung
Obwohl die Bundesverfassung dem Bundespräsidenten weit reichende Befugnisse einräumt, wird seine Handlungsfähigkeit durch die Bindung an Vorschlag und Gegenzeichnung eingeschränkt (Art. 67 B-VG). Dies bedeutet, dass der Bundespräsident grundsätzlich nur auf Vorschlag der Bundesregierung (oder eines von der Bundesregierung ermächtigten Bundesministers) aktiv werden kann. Ausnahmen von dieser Bindung sind nur durch Verfassungsbestimmungen möglich. Außerdem sind die meisten Akte des Bundespräsidenten nur gültig, wenn sie vom Bundeskanzler oder vom zuständigen Bundesminister gegengezeichnet werden. Dies schränkt die Möglichkeit des Bundespräsidenten, aus eigener Initiative tätig zu werden, beträchtlich ein.
Die Verfassungslage bedeutet aber auch, dass der Bundespräsident einen Vorschlag von Regierungsseite keineswegs akzeptieren muss. Das heißt, dass Gesetze vom Bundespräsidenten unter Gegenzeichnung vom Bundeskanzler beurkundet und kundgemacht werden. Mögliche Gesetzesänderungen könnten so durch den Bundespräsidenten behindert werden. Er könnte sogar den Bundeskanzler auswechseln, damit ihm passende Vorschläge erstattet werden, und vor einem Misstrauensvotum des Nationalrats gegen den neuen Bundeskanzler auf dessen Antrag den Nationalrat auflösen und damit Neuwahlen auslösen. (Bisher wurde, obwohl dies nicht verfassungswidrig wäre, aus realpolitischen Erwägungen noch nie so vorgegangen.)
Folgende Akte des Bundespräsidenten bedürfen keines Vorschlags:
- die Ernennung des Bundeskanzlers (Art. 70 Abs 1 B-VG)
- die Entlassung des Bundeskanzlers oder der gesamten Bundesregierung (Art. 70 Abs 1 B-VG; zur Entlassung einzelner Bundesminister ist jedoch ein Vorschlag des Bundeskanzlers erforderlich)
- die Bestellung einer einstweiligen Bundesregierung (Art. 71 B-VG)
- die Angelobung des Bundeskanzlers, der Bundesminister, Staatssekretäre, Landeshauptleute etc.[8]
- strittig ist die Vorschlagsgebundenheit von Akten des Oberbefehls über das Bundesheer[8]
- die herrschende Lehre und Praxis nimmt auch reine Repräsentationsaufgaben vom Vorschlagsprinzip aus[8]

Folgende Akte des Bundespräsidenten bedürfen keiner Gegenzeichnung:
- die Entlassung der Bundesregierung (Art. 70 Abs 1 B-VG)
- die Entlassung einzelner Bundesminister[8] (Gem. Art. 70 B-VG bedarf es hierfür des Vorschlags des Bundeskanzlers aber keine formelle Gegenzeichnung)
- die Einberufung einer außerordentlichen Tagung des Nationalrates (Art. 28 Abs 3 B-VG)
- Weisungen im Rahmen einer Exekution von Erkenntnissen des Verfassungsgerichtshofs, wenn sich die Exekutionen gegen den Bund oder gegen Bundesorgane richten (Art. 146 Abs 2 B-VG)

## Kompetenzen

### Ernennung der Bundesregierung
Der Bundespräsident ernennt gemäß Art. 70 Abs 1 B-VG den Bundeskanzler und auf dessen Vorschlag die weiteren Mitglieder der Bundesregierung und die Staatssekretäre. Der Bundespräsident ist bei der Ernennung des Bundeskanzlers rechtlich an keine Vorgaben gebunden. Da jedoch der Nationalrat durch ein Misstrauensvotum einzelnen Regierungsmitgliedern oder der gesamten Bundesregierung jederzeit das Vertrauen entziehen kann, ist der Bundespräsident in der politischen Praxis gezwungen, die Mehrheitsverhältnisse im Nationalrat zu berücksichtigen.
Bis zum Jahr 2000 galt es als ungeschriebenes Gesetz, dass der Bundespräsident nach Neuwahlen des Nationalrats den Spitzenkandidaten der mandatsstärksten Partei mit der Bildung einer Regierung beauftragt. Wie jedoch die Regierungsbildung 2000 gezeigt hat, kann der Bundespräsident gegen eine Mehrheit im Nationalrat keine stabile Regierung durchsetzen. Die Initiative zur Regierungsbildung kann daher auch gänzlich von den interessierten Parteien ausgehen. Da die einzelnen Mitglieder der Bundesregierung jedoch vom Bundespräsidenten – auf Vorschlag des Bundeskanzlers – ernannt werden müssen, kann er einzelne Minister oder Staatssekretäre auch ablehnen.
Bisher sind nur drei Fälle bekannt geworden, in denen ein Bundespräsident sich weigerte, ihm vorgeschlagene Regierungskandidaten zu ernennen. Karl Renner lehnte einen unter Korruptionsverdacht stehenden Minister zur erneuten Ernennung ab, Thomas Klestil weigerte sich, zwei Minister zu ernennen. Gegen einen der beiden lief zur Zeit der Regierungsbildung ein Strafverfahren, der andere war im Wahlkampf mit extremen, ausländerfeindlichen Stellungnahmen aufgefallen.

### Entlassung der Bundesregierung
Der Bundespräsident ist nach Art. 70 Abs. 1 B-VG bei der Entlassung der gesamten Bundesregierung oder nur des Bundeskanzlers nicht an einen Vorschlag der Bundesregierung gebunden. Er kann diese also nach freiem Ermessen entlassen. Lediglich zur Entlassung einzelner Mitglieder der Bundesregierung ist ein Vorschlag des Bundeskanzlers nötig. Bisher ist eine Entlassung der gesamten Regierung gegen deren Willen nicht vorgekommen. Bundespräsident Wilhelm Miklas hat von seinem Entlassungsrecht nicht Gebrauch gemacht, als Bundeskanzler Engelbert Dollfuß in der Ersten Republik 1933/34 die Bundesverfassung aushebelte, um den Ständestaat zu errichten.
Am 22. Mai 2019 erfolgte auf Vorschlag des Bundeskanzlers Sebastian Kurz durch Bundespräsident Alexander Van der Bellen die Entlassung von Herbert Kickl, bis dahin Bundesminister für Inneres der Bundesregierung Kurz I. Es war dies die erste Entlassung eines Ministers in der Zweiten Republik.
Enthebung
Wird einem Mitglied der Bundesregierung oder der gesamten Bundesregierung durch ausdrückliche Entschließung des Nationalrates das Vertrauen versagt (Misstrauensvotum), ist der Bundespräsident nach Art. 74 Abs. 1 B-VG verpflichtet, diese des Amtes zu entheben; eine auf die Enthebung folgende Betrauung mit der Fortführung der Amtsgeschäfte ist zulässig. Ein solcher Vorgang ereignete sich zum ersten Mal am 28. Mai 2019, als die Bundesregierung Kurz I, der der Nationalrat am Tag zuvor das Misstrauen ausgesprochen hatte, ihres Amtes enthoben wurde.
Die Bundesregierung oder einzelne Mitglieder können vom Bundespräsidenten nach Art. 74 Abs. 3 B-VG auf ihren eigenen Wunsch des Amtes enthoben werden. So wurden beispielsweise am 22. Mai 2019 infolge der Entlassung von Herbert Kickl als Innenminister Vizekanzler Heinz-Christian Strache sowie die Minister Beate Hartinger-Klein, Norbert Hofer und Mario Kunasek auf eigenen Wunsch hin von ihren Ämtern enthoben.

### Auflösung des Nationalrats
Nach Art. 29 Abs. 1 B-VG kann der Bundespräsident auf Antrag der Bundesregierung den Nationalrat auflösen, allerdings nur einmal aus gleichem Anlass. Die Rechtsfolgen einer Parlamentsauflösung durch den Bundespräsidenten sind dabei andere als jene der Selbstauflösung des Nationalrates. Wird die Legislaturperiode durch Entschließung des Staatsoberhauptes beendet, ist der Nationalrat mit sofortiger Wirkung aufgelöst und damit handlungsunfähig. Der ständige Unterausschuss des Hauptausschusses bleibt als Notstandsausschuss jedoch jedenfalls bestehen, bis der neu gewählte Nationalrat zusammentritt. Davor kann der Bundespräsident gegebenenfalls mit dessen Zustimmung und auf Antrag der Bundesregierung Notverordnungen erlassen. Im Falle der Selbstauflösung tagt der alte Nationalrat bis zum Zusammentreten des neu gewählten.
Bisher hat nur Wilhelm Miklas 1930 vom Auflösungsrecht Gebrauch gemacht, nachdem die Christlichsozialen ihre Koalitionspartner und damit die Parlamentsmehrheit verloren hatten. Da die folgende Nationalratswahl nicht im Interesse der Regierung – die die Neuwahlen betrieben hatte – ausging, wurde das Instrument der präsidialen Parlamentsauflösung in der Folge nicht mehr angewandt.

### Auflösung eines Landtages
Gemäß Art. 100 Abs. 1 B-VG kann der Bundespräsident auf Antrag der Bundesregierung mit Zustimmung des Bundesrats jeden Landtag auflösen. Dies darf er allerdings, wie bei der Auflösung des Nationalrates, nur einmal aus dem gleichen Anlass tun. Der Bundesrat muss der Auflösung mit Zweidrittelmehrheit zustimmen. An der Abstimmung dürfen die Vertreter des Landes, dessen Landtag aufgelöst werden soll, nicht teilnehmen.
Die Auflösung eines Landtages stellt einen unmittelbaren Eingriff des Bundes in die Autonomie der Länder dar. Es handelt sich dabei um ein bundesexekutives Verfahren. Wie im Falle der Auflösung des Nationalrates durch den Bundespräsidenten ist nach herrschender Meinung auch ein nach Art. 100 Abs. 1 B-VG aufgelöster Landtag bis zum Zusammentreten seines neu gewählten Nachfolgers handlungsunfähig. Dieses Recht ist bisher von keinem Bundespräsidenten wahrgenommen worden.

### Beurkundung von Gesetzen
Der Bundespräsident beglaubigt als „Staatsnotar“ nach Art. 47 Abs. 1 B-VG im Zuge des Gesetzgebungsverfahrens das verfassungsgemäße Zustandekommen von Gesetzen. Ist dies der Fall, muss er unterschreiben. Ob und inwieweit dem Bundespräsidenten auch eine inhaltliche Prüfkompetenz im Hinblick auf die Verfassungskonformität des Gesetzesbeschlusses zukommt, ist umstritten. Die herrschende Meinung nimmt bei schwerer und offenkundiger Verfassungswidrigkeit des vorgelegten Aktes an, dass der Bundespräsident die Beurkundung zu versagen hat. Dies ist bisher nur einmal geschehen, als Heinz Fischer es ablehnte, ein Gesetz zu unterschreiben, das eine rückwirkende Strafbestimmung enthielt. Eine Unterschriftsverweigerung trotz verfassungsgemäßen Zustandekommens könnte zu einer Anklage beim Verfassungsgerichtshof führen.

### Oberbefehlshaber des österreichischen Bundesheers
Mit der B-VG-Novelle von 1929 ging mit Art. 80 B-VG der Oberbefehl über das Bundesheer vom Hauptausschuss des Nationalrates auf den Bundespräsidenten über. Zu dieser Kompetenz bestehen keine weiteren gesetzlichen Bestimmungen und auch keine bekannten Präzedenzfälle. Herrschende Lehre ist allerdings, dass der Oberbefehl – entgegen der landläufigen Bedeutung des Wortes – eine weitgehende zeremonielle Funktion darstellt, während die Kompetenz zur Machtausübung über das Bundesheer dem zuständigen Minister mit der Verfügungsbefugnis (Art. 80 Abs. 2 B-VG) und der Befehlsgewalt (Art. 80 Abs. 3 B-VG) gegeben ist.
Sollte der Verteidigungsminister Handlungen setzen, die der Bundespräsident strikt ablehnt, hat dieser (wie bei jedem anderen Regierungsmitglied) das Recht, dessen Entlassung zu betreiben. Der Bundespräsident kann jedenfalls außerordentliche Rekrutierungsmaßnahmen anordnen und verfügt über ein umfassendes Informationsrecht. Gemäß Art. 146 Abs 2 B-VG kann das Staatsoberhaupt uneingeschränkt über das Heer (wie über alle anderen Behörden) verfügen, wenn er Erkenntnisse des Verfassungsgerichtshofs (nur auf dessen Antrag) exekutiert.

### Vertretung der Republik nach außen
Der Bundespräsident vertritt die Republik Österreich – also den Gesamtstaat als Völkerrechtssubjekt – nach außen und schließt Staatsverträge ab (Art. 65 Abs. 1 B-VG), von denen gemäß Art. 50 B-VG einige der Zustimmung des Nationalrates bedürfen. Beim EU-Beitritt Österreichs kam es zu Unstimmigkeiten zwischen Bundespräsident Thomas Klestil und Bundeskanzler Franz Vranitzky, wer Österreich im Europäischen Rat vertreten darf. Materiell hat sich die Rechtsansicht des Bundeskanzlers durchgesetzt, wobei der Bundespräsident der Ansicht war, er habe dieses Recht nur an den Bundeskanzler delegiert.

### Notverordnungsrecht
Der Bundespräsident ist nach Art. 18 Abs. 3 B-VG befugt, „zur Abwehr eines offenkundigen, nicht wieder gutzumachenden Schadens für die Allgemeinheit“ in einer Zeit, in der der Nationalrat nicht versammelt ist und nicht rechtzeitig versammelt werden kann, auf Antrag der Bundesregierung und mit Zustimmung des ständigen Unterausschusses des Hauptausschusses des Nationalrats vorläufige gesetzesändernde Verordnungen zu erlassen. Durch solche Notverordnungen sind Verfassungsrecht und andere wichtige Bestimmungen nicht abänderbar. Sobald der Nationalrat wieder tagt, sind sie von diesem in Gesetzesform zu bestätigen oder – wenn der Nationalrat dies ablehnt – sofort aufzuheben. Das Notverordnungsrecht ist bisher noch nicht angewendet worden.

### Exekution von Verfassungsgerichtshofserkenntnissen
Art. 146 Abs. 2 B-VG betraut den Bundespräsidenten in jenen Fällen mit der Exekution von Erkenntnissen des Verfassungsgerichtshofes, die nicht den ordentlichen Gerichten obliegen. Der Antrag auf Exekution wird vom Verfassungsgerichtshof selbst gestellt. Die Regelung des Art. 146 Abs. 2 B-VG stattet das Staatsoberhaupt mit umfassenden Durchgriffsbefugnissen aus.
Die Exekution kann sich sowohl gegen Landes- als auch gegen Bundesorgane sowie gegen ein Land oder den Bund als Ganzes richten. Der Bundespräsident kann dabei allen Organen des Bundes und der Länder, einschließlich des Bundesheeres oder der Polizei, direkte Weisungen erteilen. Ist ein Organ des Bundes oder der Bund insgesamt betroffen, bedarf die Entschließung des Bundespräsidenten keiner Gegenzeichnung nach Art. 67 B-VG.

### Staatspersonalbefugnisse
Der Bundespräsident ernennt die Bundesbeamten, einschließlich der Offiziere des Bundesheeres und Richter, sowie weitere Bundesfunktionäre nach Art. 65 Abs. 2 lit. a B-VG. Diese Befugnisse sind aufgrund der entsprechenden Ermächtigung durch Art. 66 B-VG meist an die Ressortminister delegiert. Hochrangige Beamte werden aber vom Bundespräsidenten selbst ernannt (Art. 65 Abs. 2 lit. a B-VG).
Gemäß Art. 147 Abs. 2 B-VG ernennt er auch die Richter des Verfassungsgerichtshofes. Den Präsidenten, den Vizepräsidenten, sechs weitere Mitglieder und drei Ersatzmitglieder ernennt er auf Vorschlag der Bundesregierung, drei Mitglieder und zwei Ersatzmitglieder auf Vorschlag des Nationalrates, drei Mitglieder und ein Ersatzmitglied werden vom Bundesrat nominiert.

### Weitere Rechte
Dem Bundespräsidenten kommen außerdem etliche weitere Rechte zu, die typischerweise zu den Aufgaben eines Staatsoberhauptes gehören. Dazu zählen etwa Schaffung und Verleihung von Ehren- und Berufstiteln nach Abs. 2 lit. a B-VG Art. 65 sowie das de facto bedeutungslose Recht, uneheliche Kinder auf Ansuchen der Eltern zu ehelichen zu erklären (Art. 65 Abs. 1 lit. d). Zu den präsidialen Rechten, die sich aus einfachen Bundesgesetzen ergeben, gehört etwa das der „Promotio sub auspiciis Praesidentis rei publicae“, bei der Doktoranden mit besonderen Leistungsnachweisen vom Bundespräsidenten einen Ehrenring erhalten. Außerdem steht dem Bundespräsidenten das Recht zu, Strafverfahren niederzuschlagen (Abolitionsrecht) oder Häftlinge zu begnadigen (Art. 65 Abs. 2 lit. c B-VG iVm § 510 StPO). Nach der sehr frühen Judikatur des Verfassungsgerichtshofs vernichten Gnadenakte des Bundespräsidenten nicht nur die Strafe selbst, sondern auch den damit verbundenen Tadel. Ein Disziplinarurteil darf sich dementsprechend nicht mehr auf eine solche Verurteilung berufen (Juni 1923):

„Die durch die Gnade des Bundespräsidenten gewährte Tilgung einer Verurteilung hat zur Folge, daß diese Verurteilung auch im Falle eines Disziplinarverfahrens nicht mehr in Betracht gezogen werden darf.“

## Immunität, Verantwortlichkeit und Vertretung

### Immunität
Gemäß Art. 63 B-VG genießt der Bundespräsident während seiner Amtszeit Immunität vor gerichtlicher und anderer behördlicher Verfolgung. Der Bundespräsident darf ausnahmslos nur mit Zustimmung der Bundesversammlung behördlich verfolgt werden. Beabsichtigt eine Behörde die Verfolgung des Bundespräsidenten, hat sie ein „Auslieferungsbegehren“ (Antrag auf Verfolgung des Bundespräsidenten) an den Nationalrat zu richten. Spricht sich der Nationalrat durch Beschluss für eine Verfolgung aus, hat der Bundeskanzler sofort die Bundesversammlung einzuberufen, die sodann über die Auslieferung entscheidet.

### Anklage beim Verfassungsgerichtshof (Rechtliche Verantwortlichkeit)
Der Bundespräsident kann beim Verfassungsgerichtshof wegen „Verletzung der Bundesverfassung“ angeklagt werden (Art. 142 Abs. 2 B-VG). Dafür erforderlich ist ein Beschluss des Nationalrates oder des Bundesrates; auf einen solchen Beschluss hin hat der Bundeskanzler die Bundesversammlung einzuberufen, welche sodann über die Anklage entscheidet. Die Abstimmung der Bundesversammlung hat in Anwesenheit von jeweils mindestens der Hälfte der Abgeordneten von Nationalrat und Bundesrat stattzufinden; erforderlich ist eine Zweidrittelmehrheit (Art. 68 B-VG).

### Absetzung (Politische Verantwortlichkeit)
Der Bundespräsident kann nur durch eine Volksabstimmung abgesetzt werden (Art. 60 Abs. 6 B-VG). Dafür erforderlich ist ein Antrag des Nationalrats auf Einberufung der Bundesversammlung (Beschluss mit gleichen Quoren wie bei Bundesverfassungsgesetzen, also Anwesenheit von mindestens der Hälfte der Abgeordneten und Zwei-Drittel-Mehrheit). Hat der Nationalrat den Antrag beschlossen, hat der Bundeskanzler die Bundesversammlung einzuberufen, welche sodann über den Antrag (also über die Frage der Durchführung einer Volksabstimmung) entscheidet. Bereits ab der Beschlussfassung des Nationalrats ist der Bundespräsident „an der ferneren Ausübung seines Amtes verhindert“ und wird von den drei Präsidenten des Nationalrats vertreten (Art. 64 Abs. 1 B-VG). Die Ablehnung der Absetzung durch die Volksabstimmung gilt als neue Wahl und hat die Auflösung des Nationalrates zur Folge; auch in diesem Fall darf die gesamte Funktionsperiode des Bundespräsidenten nicht mehr als zwölf Jahre dauern.

### Vertretung
Wenn der Bundespräsident für kurze Zeit (bis zu 20 Tagen) verhindert ist, wird er durch den Bundeskanzler, ab dem 21. Tag durch ein Kollegium, bestehend aus den drei Nationalratspräsidenten, vertreten. Dieses Kollegium vertritt ihn auch dann, wenn er wegen eines Beschlusses des Nationalrats, die Bundesversammlung mit der Frage einer Volksabstimmung über die Absetzung des Bundespräsidenten zu befassen (Art. 64 Abs. 4 B-VG), als verhindert gilt. Ferner ist dieses Kollegium zuständig, die Aufgaben des Bundespräsidenten wahrzunehmen, wenn diese Stelle unbesetzt ist (z. B. im Todesfall, nach einem Rücktritt oder nach der Abberufung des Bundespräsidenten).

## Rücktritt
Die Verfassung enthält keine Regelung zum Rücktritt (Amtsverzicht), weshalb es strittig ist, ob ein solcher de jure möglich ist.

## Gesetzlicher Schutz
Der Bundespräsident wird durch spezielle strafrechtliche Bestimmungen besonders geschützt. Dazu gehört insbesondere § 249 StGB, „Gewalt und gefährliche Drohung gegen den Bundespräsidenten“. Das Delikt zählt zum fünfzehnten Abschnitt des Strafgesetzbuches, „Angriffe auf oberste Staatsorgane“:

„Wer es unternimmt (§ 242 Abs. 2), mit Gewalt oder durch gefährliche Drohung den Bundespräsidenten abzusetzen oder durch eines dieser Mittel zu nötigen oder zu hindern, seine Befugnisse überhaupt oder in einem bestimmten Sinn auszuüben, ist mit Freiheitsstrafe von einem bis zu zehn Jahren zu bestrafen.“

Auch ist die Beleidigung des Bundespräsidenten im Gegensatz zu den meisten Beleidigungsdelikten kein Privatanklage-, sondern ein Ermächtigungsdelikt. Das Staatsoberhaupt muss also nicht persönlich als Ankläger auftreten, jedoch der Staatsanwaltschaft die Ermächtigung zur Strafverfolgung erteilen. Ein Beispiel für die Anwendung dieser Bestimmung ist die sogenannte „Hump-Dump-Affäre“. Der Titel „Bundespräsident“ darf – auch mit einem Zusatz oder im Zusammenhang mit anderen Bezeichnungen – von niemandem anderen als dem aktuellen Bundespräsidenten geführt werden, da er gesetzlich geschützt ist.

## Wahl des Bundespräsidenten
Der Bundespräsident wird vom Bundesvolk auf Grund des allgemeinen, gleichen, unmittelbaren, geheimen, freien und persönlichen Wahlrechts gewählt. Die verfassungsrechtliche Grundlage bildet der (Art. 60 B-VG), die einfachgesetzlichen Bestimmungen hinsichtlich der Durchführung der Wahl werden im Bundespräsidentenwahlgesetz dargelegt.

### Ehemaliges Habsburgerverbot
Bis zum Inkrafttreten der Wahlrechtsreform, die am 16. Juni 2011 vom Nationalrat beschlossen wurde, waren gemäß einer in der Bundesverfassung und im Bundespräsidentenwahlgesetz angeführten Bestimmung zum Ausschluss vom passiven Wahlrecht auf Grund der Herkunft „Mitglieder regierender Häuser oder solcher Familien, die ehemals regiert haben“ von der Kandidatur für das Bundespräsidentenamt ausgeschlossen. Die Bestimmung war in die Verfassung aufgenommen worden, um Mitglieder der Familie Habsburg-Lothringen vom Amt des Staatsoberhauptes auszuschließen. Sie gilt seit 1. Oktober 2011 nicht mehr. Die Initiative zur Aufhebung ging von Ulrich Habsburg-Lothringen aus.

### Diskussion über Änderung der Amtszeit
Nach der Wahl 2010 gab es einen Vorstoß, wonach der Bundespräsident für eine achtjährige Funktionsperiode ohne Möglichkeit zur Wiederwahl gewählt werden solle. Bisher verlief die Diskussion allerdings ohne Erfolg, u. a. auf Grund von Kritiken von Verfassungsrechtlern.

### Wahlergebnis der Bundespräsidentenwahl 2016
Bundespräsident Heinz Fischer durfte nicht nochmals zur Wiederwahl antreten. Im ersten Wahlgang qualifizierten sich Norbert Hofer mit 35 % und Alexander Van der Bellen mit 21 % der gültigen Stimmen für die Stichwahl. Aus der Stichwahl am 22. Mai 2016 ging Van der Bellen mit 50,3 % gegenüber Hofer mit 49,7 % als Sieger hervor. Der Verfassungsgerichtshof hat jedoch die Wahl wegen Verstößen gegen die Wahlvorschriften bei der Handhabung der Briefwahl sowie wegen der zu frühen Veröffentlichung von ersten Ergebnissen aufgehoben, wodurch die Wiederholung des zweiten Wahlgangs in ganz Österreich erforderlich wurde. Tatsächlich konnten aber keine Manipulationen nachgewiesen werden. Als Termin für die Wahlwiederholung war zunächst der 2. Oktober 2016 festgelegt worden, aber nach einer Panne bei der Herstellung von Briefwahlunterlagen wurde dieser Wahltermin auf den 4. Dezember 2016 verschoben. Am 4. Dezember 2016 konnte sich Alexander Van der Bellen mit 53,8 % erneut gegen Norbert Hofer mit 46,2 % der gültigen Stimmen durchsetzen.

## Österreichische Bundespräsidenten
| Erste Republik (1918–1938) | Erste Republik (1918–1938) | Erste Republik (1918–1938) | Erste Republik (1918–1938)              | Erste Republik (1918–1938) | Erste Republik (1918–1938)                                | Erste Republik (1918–1938) |
| Nr. | Name | Lebensdaten                | Amtsantritt                             | Amtsaustritt               | Partei                                                    | Bild                       |
| --- | --- | -------------------------- | --------------------------------------- | -------------------------- | --------------------------------------------------------- | -------------------------- |
| 1 | Karl Seitz | 1869–1950                  | 15. März 1919                           | 9. Dezember 1920           | SDAP                                                      | Karl Seitz                 |
| 1 | Vom 30. Oktober 1918 bis 14. März 1919 fungierte das dreiköpfige Staatsratsdirektorium, dem Seitz gleichberechtigt mit Dinghofer und Hauser (bzw. zuvor Jodok Fink) angehörte, jede Woche abwechselnd als Staatsoberhaupt. Seitz wurde am 5. März 1919 zum einzigen Präsident der Konstituierenden Nationalversammlung gewählt und damit als Einzelperson das erste republikanische Staatsoberhaupt Österreichs, führte aber keine diesbezügliche Funktionsbezeichnung. Vom Inkrafttreten der Bundesverfassung am 10. November 1920 bis zu seinem Amtsende war Seitz auch formal Bundespräsident. |                            |                                         |                            |                                                           | Karl Seitz                 |
| 2 | Michael Hainisch | 1858–1940                  | 9. Dezember 1920                        | 10. Dezember 1928          | parteilos                                                 | Michael Hainisch           |
| 3 | Wilhelm Miklas | 1872–1956                  | 10. Dezember 1928                       | 13. März 1938              | CS/VF                                                     | Wilhelm Miklas             |
| 3 | Miklas wurde trotz der Verfassung von 1929 wie bisher von der Bundesversammlung gewählt. |                            |                                         |                            |                                                           | Wilhelm Miklas             |
| Am 13. März 1938 wurde Bundespräsident Wilhelm Miklas das Bundesverfassungsgesetz über die Wiedervereinigung Österreichs mit dem Deutschen Reich vorgelegt, worauf Miklas zurücktrat und in Folge durch Bundeskanzler Arthur Seyß-Inquart protokollarisch vertreten wurde und dieser das Gesetz unterzeichnete. Damit endete der Staat Österreich und Seyß-Inquart wurde am 15. März 1938 zum Reichsstatthalter der Verwaltungseinheit Österreich im Deutschen Reich, welche am 1. Mai 1939 mit dem Ostmarkgesetz in Gaue unter der Leitung des Reichskommissar Josef Bürckel aufgelöst wurde. | |                            |                                         |                            |                                                           |                            |
| Zweite Republik (seit 1945) | |                            |                                         |                            |                                                           |                            |
| Nr. | Name | Lebensdaten                | Amtsantritt                             | Amtsaustritt               | Partei                                                    | Bild                       |
| 1 | Karl Renner | 1870–1950                  | 20. Dezember 1945                       | 31. Dezember 1950 (Tod)    | SPÖ                                                       | Karl Renner                |
| 1 | Nach seinem Tod und bis zur Vereidigung eines neuen Bundespräsidenten fungierte in Vertretung der Bundeskanzler Leopold Figl als Staatsoberhaupt. |                            |                                         |                            |                                                           | Karl Renner                |
| 2 | Theodor Körner | 1873–1957                  | 21. Juni 1951                           | 4. Jänner 1957 (Tod)       | SPÖ                                                       | Theodor Körner             |
| 2 | Erster demokratisch und nicht durch die Bundesversammlung gewählter Bundespräsident. Nach seinem Tod und bis zur Vereidigung eines neuen Bundespräsidenten fungierte in Vertretung der Bundeskanzler Julius Raab als Staatsoberhaupt. |                            |                                         |                            |                                                           | Theodor Körner             |
| 3 | Adolf Schärf | 1890–1965                  | 22. Mai 1957                            | 28. Februar 1965 (Tod)     | SPÖ                                                       | Adolf Schärf               |
| 3 | Nach seinem Tod und bis zur Vereidigung eines neuen Bundespräsidenten fungierte in Vertretung der Bundeskanzler Josef Klaus als Staatsoberhaupt. |                            |                                         |                            |                                                           | Adolf Schärf               |
| 4 | Franz Jonas | 1899–1974                  | 9. Juni 1965                            | 24. April 1974 (Tod)       | SPÖ                                                       | Franz Jonas                |
| 4 | Nach seinem Tod und bis zur Vereidigung eines neuen Bundespräsidenten fungierte in Vertretung der Bundeskanzler Bruno Kreisky als Staatsoberhaupt. |                            |                                         |                            |                                                           | Franz Jonas                |
| 5 | Rudolf Kirchschläger | 1915–2000                  | 8. Juli 1974                            | 8. Juli 1986               | parteilos Vorschlag der SPÖ                               | Rudolf Kirchschläger       |
| 6 | Kurt Waldheim | 1918–2007                  | 8. Juli 1986                            | 8. Juli 1992               | parteilos Vorschlag der ÖVP                               | Kurt Waldheim              |
| 7 | Thomas Klestil | 1932–2004                  | 8. Juli 1992                            | 6. Juli 2004 (Tod)         | 1. ÖVP 2. unabhängig                                      | Thomas Klestil             |
| 7 | Klestil wurde 1998 von SPÖ, ÖVP und FPÖ unterstützt. Für zwei Tage, vom Tod Klestils bis zur Vereidigung Fischers vertraten die Präsidenten des Nationalrates den verstorbenen Präsidenten. |                            |                                         |                            |                                                           | Thomas Klestil             |
| 8 | Heinz Fischer | * 1938                     | 8. Juli 2004                            | 8. Juli 2016               | 1. SPÖ 2. unabhängig                                      | Heinz Fischer              |
| 8 | Fischer wurde 2004 für die 1. Amtszeit von der SPÖ aufgestellt. Zur Wahl 2010 wurde er von der SPÖ und den Grünen mit Wahlempfehlung unterstützt. |                            |                                         |                            |                                                           | Heinz Fischer              |
| 9 | Alexander Van der Bellen | * 1944                     | (nach Wahlwiederholung) 26. Jänner 2017 |                            | unabhängige Kandidatur (bis Mai 2016 Mitglied der Grünen) |                            |
| 9 | Van der Bellens Wahlkampf 2016 wurde von den Grünen finanziell unterstützt. Am 22. Mai 2022 kündigte Van der Bellen an, 2022 für eine zweite Amtszeit zu kandidieren, und gewann ohne Stichwahl. |                            |                                         |                            |                                                           |                            |

## Wissenswertes
- HBP ist die protokollarische Abkürzung für Herr Bundespräsident.
- Die Amtsräume des Bundespräsidenten befanden sich bis Ende 1946 im Gebäude des Bundeskanzleramtes. Auf Initiative von Karl Renner wurden sie damals in den Leopoldinischen Trakt der Hofburg verlegt.
- Mit 50 Jahren war das erste republikanische Staatsoberhaupt, Karl Seitz, 1919/20 der bis heute jüngste Amtsinhaber. (Er übte das Amt als Vorsitzender der Konstituierenden Nationalversammlung Deutschösterreichs aus und hätte nur in den letzten vier Wochen seiner Amtszeit den erst mit der Bundesverfassung geschaffenen Titel Bundespräsident tragen können.)
- Theodor Körner war 1951 der erste vom Volk gewählte Bundespräsident.
- Der jüngste Bundespräsident der Zweiten Republik war mit 59 Jahren Rudolf Kirchschläger, der älteste mit 78 Jahren Theodor Körner.[23]
- Der jüngste Kandidat war mit 35 Jahren Dominik Wlazny[24], der älteste Kandidat war mit 83 Jahren Richard Lugner. Das gesetzliche Mindestalter für das Amt des Bundespräsidenten ist 35 Jahre.[25]
- Nach dem Tod von Kurt Waldheim im Juni 2007 war bis Juli 2016 kein ehemaliger Bundespräsident mehr am Leben. Aktuell ist Heinz Fischer der einzige lebende Alt-Bundespräsident.
- In der Zweiten Republik starben fünf von acht Bundespräsidenten vor Ablauf ihrer Amtszeit, dabei die ersten vier in unmittelbarer Folge sowie Thomas Klestil, der am 6. Juli 2004, nur zwei Tage vor dem Ablauf seiner zweiten Amtszeit, verstarb.
- Alle bisher verstorbenen Bundespräsidenten starben in Wien.
- Bisher hat noch kein Bundespräsident eine Kandidatur für seine Wiederwahl verloren.
- Lediglich Rudolf Kirchschläger und Heinz Fischer amtierten als Bundespräsident zwei volle Amtszeiten.
- Kurt Waldheim ist der bisher einzige Bundespräsident, der das Ende seiner ersten Amtszeit erreichte, aber auf eine Wiederkandidatur verzichtete.
- Wilhelm Miklas behielt sein Amt (ohne neuerliche Wahl) während der Zeit der Ständestaatsdiktatur bei, die er durch seine Passivität ermöglicht hatte.
- Alexander Van der Bellen wurde als erster Bundespräsident in der Zweiten Republik gewählt, der weder von der SPÖ noch von der ÖVP nominiert wurde.
- Für die Koordination der Sicherheitsbelange, die den Bundespräsidenten betreffen, ist der Adjutant des Bundespräsidenten, ein Brigadier des Bundesheeres, zuständig. Die Bewachung in der Hofburg, wie z. B. auch die Zutrittskontrolle, erfolgt durch die Polizei, die Sicherstellung des Schutzes des Bundespräsidenten bei Reisen im In- und Ausland erfolgt je nach Verfügbarkeit durch Exekutivbedienstete bzw. durch ausländische Sicherheitsorgane.
- Auf dem Dach der Präsidentschaftskanzlei in der Wiener Hofburg befinden sich zwei Fahnenmasten. Sind beide Flaggen gehisst (links die österreichische Bundesdienstflagge, rechts die Europaflagge), bedeutet dies, dass der Bundespräsident sich im Land befindet. Sind die Flaggen jedoch eingeholt, so hält er sich im Ausland auf.
- Bei Fahrzeugen, die zur Verwendung für Fahrten des Bundespräsidenten bei feierlichen Anlässen bestimmt sind, dürfen die Kennzeichentafeln durch Tafeln mit dem Bundeswappen oder durch das Kennzeichen A 1000 verdeckt oder ersetzt werden.
- Gemäß dem Bundesbezügegesetz steht dem Bundespräsidenten eine Amtswohnung zu. Wird eine solche nicht in Anspruch genommen, werden die Miet- und Betriebskosten ersetzt. Bundespräsident Klestil und seine Vorgänger von Franz Jonas an bewohnten als Amtswohnung die Präsidentenvilla in Wien, die mittlerweile verkauft und abgerissen wurde. Bundespräsident Fischer bewohnte, wie Adolf Schärf es tat, weiterhin seine Privatwohnung im 8. Bezirk. Alexander Van der Bellen wohnt ebenfalls weiterhin privat in seiner Wohnung im 3. Bezirk.
- Das Jagdschloss Mürzsteg dient seit 1947 dem Bundespräsidenten als Sommersitz. Es sollte, gemäß Bundespräsident Fischers Wahlversprechen von 2004, verkauft werden, was aber bis dato nicht geschah.[26]
- Das Gelöbnis, das der Bundespräsident bei Amtsantritt vor der Bundesversammlung leistet, lautet: „Ich gelobe, dass ich die Verfassung und alle Gesetze der Republik getreulich beobachten und meine Pflicht nach bestem Wissen und Gewissen erfüllen werde.“ (Art. 62Abs. 1 B-VG). Die Beifügung einer religiösen Beteuerung ist zulässig (Abs. 2).
- Kurt Waldheim lebte mit 89 Jahren am längsten aller bisherigen Bundespräsidenten, Thomas Klestil starb mit 72 Jahren als jüngster.
- Die Bezüge des Bundespräsidenten belaufen sich seit 1. Jänner 2019 auf 14 × EUR 25.006,50 brutto = EUR 350.091,00 jährlich.[27]
- In § 7 Abs. 2 Pflichtschulerhaltungs-Grundsatzgesetz gibt es eine Bestimmung, dass in allen Pflichtschulen jeweils zumindest ein Bildnis des Bundespräsidenten anzubringen ist.[28] Solche Bildnisse wurden auch in vielen Dienststellen des Bundes (z. B. Polizeiinspektionen) angebracht, obwohl dafür keinerlei gesetzliche Grundlage existiert.
- Ein Exemplar des Siegelstockes der Republik Österreich wird vom Bundespräsidenten verwahrt, das andere Exemplar vom Bundeskanzler.
- Der Bundespräsident ist mit dem Tag seiner Wahl auf Lebenszeit Träger des Groß-Sterns des Ehrenzeichens für Verdienste um die Republik Österreich.
- Alle verstorbenen Bundespräsidenten der zweiten Republik ruhen mit ihren Gattinnen in der Präsidentengruft auf dem Wiener Zentralfriedhof.